# Landratsamt (Anklam)

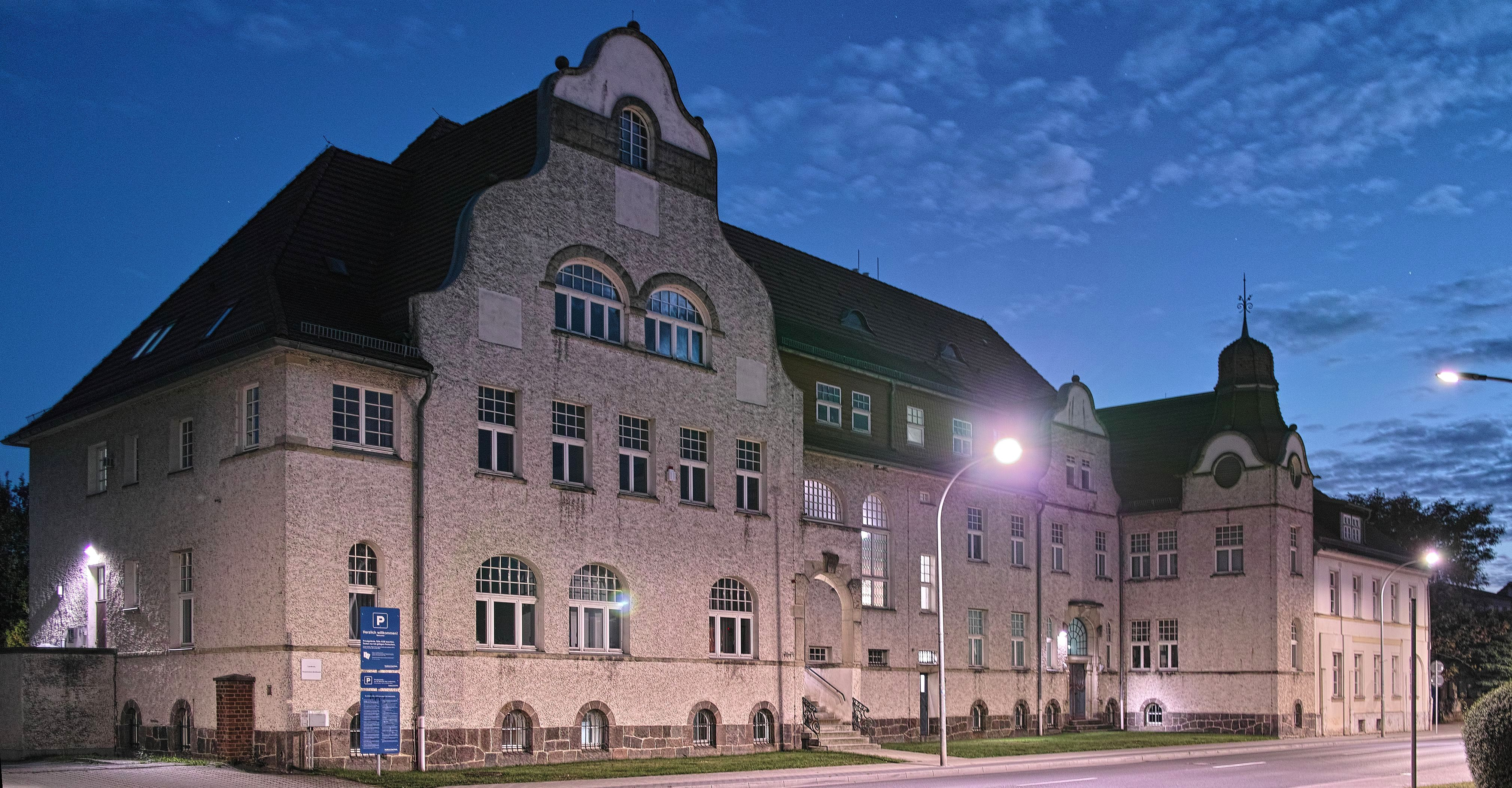

Das Gebäude des Landratsamts in Anklam (Mecklenburg-Vorpommern), Demminer Straße 71–74, wurde um 1906 als Verwaltungsgebäude des Kreises Anklam erbaut und steht unter Denkmalschutz.

## Geschichte
Das überwiegend zweigeschossige, verputzte, sehr differenzierte Gebäude im Stil des Historismus wurde um 1906 nach einem Entwurf der Berliner Architekten Georg Dinklage und Ernst Paulus erbaut, der aus einem zuvor durchgeführten Architektenwettbewerb hervorgegangen war. Markant sind der dreigeschossige übergiebelte Risalit mit neobarocken Formen, zwei weitere Giebelrisalite und der seitliche Flügel mit einem Türmchen. Eingeschossige Bauten ergänzen das Ensemble.
Der Kreis Anklam (ab 1939 Landkreis Anklam) bestand bis 1952, danach in verkleinerter Form wieder als Kreis Anklam bis 1990 bzw. 1994 und ging in dem Landkreis Ostvorpommern und ab 2011 Landkreis Vorpommern-Greifswald auf. Das Gebäude diente durchgängig der Kreisverwaltung.